# Zwijvekemuseum
Het Zwijvekemuseum is een stedelijk museum in Dendermonde. Het is gehuisvest in de restanten van de gewezen abdij van Zwijveke. Na de bescherming van de resterende abdijgebouwen in 1957 werden in 1979-1980 door het stadsbestuur restauratiewerken uitgevoerd en de gebouwen tot museum omgevormd. 
De vaste collectie in de hoofdzaal boven de 30 meter lange gaanderij van de gewezen abdij bevat getuigenissen van de lokale geschiedenis, vanaf het begin van de 19e tot het midden van de 20e eeuw. Het museum bevat onder meer een aantal voorwerpen uit het leven van missionaris Pieter-Jan De Smet.
Het museum beschikt ook over een museumbibliotheek die op afspraak te raadplegen is.